# 科索沃問題
科索沃問題是指南斯拉夫聯盟共和國、塞爾維亞與蒙特內哥羅、塞尔维亚政府与科索沃政府之间圍繞科索沃主權問題而產生的一系列糾紛。科索沃境內70%的人都是阿尔巴尼亚族。20世纪60年代中期之前，科索沃问题暫時未浮現。1968年，科索沃地方领导人提出，阿尔巴尼亚族应当留在阿尔巴尼亚人民共和国内，科索沃的阿族是該國的一部分。阿族开始举行游行示威，要求将科索沃升格为共和国。1974年，南斯拉夫社會主義聯邦共和國颁布新宪法，同意提高科索沃社会主义自治省的自主权力和地位。自1981年3月科索沃抗議爆發以来，要求科索沃成立共和國的呼聲一直高漲。南斯拉夫解體和随后的科索沃战争使得科索沃問題日益激化。 根據1999年通過的联合国安全理事会第1244号决议，科索沃和梅托希亚自治省被聯合國託管。该决议重申塞尔维亚的领土完整，但要讓科索沃實現实质性的自治，塞爾維亞和科索沃應就科索沃問題進行谈判並达成“最终解决方案”。
2006年2月20日起，有關各方就科索沃问题展开谈判。2008年2月17日，科索沃宣佈獨立。 国际法院裁定科索沃發表的獨立宣言没有违反国际法，并认为此宣言代表了科索沃人民的心聲。 